# 中山隧道 (上越新干线)

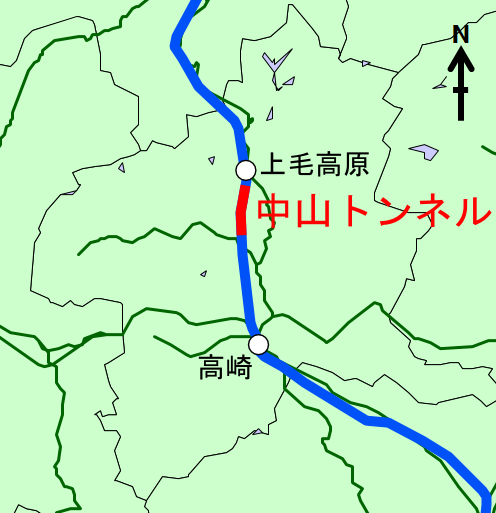
位置

中山隧道（日语：／ Nakayama tonneru）是日本上越新幹線在群马县境内的一个复线铁路隧道，位于高崎市与澀川市之间，上毛高原站至高崎站区间中，全长14.857 km（9.232 mi），1982年随铁路通车。